# Ascocalathium
Ascocalathium är ett släkte av svampar. Ascocalathium ingår i familjen Pyronemataceae, ordningen skålsvampar, klassen Pezizomycetes, divisionen sporsäcksvampar och riket svampar.